# Плава гробница
Уколико сте тражили песму Милутина Бојића, погледајте чланак Плава гробница (песма)
Плава гробница је назив који се користи за море наспрам југоисточне обале острва Крфа у које су током Првог светског рата сахрањивани преминули српски војници када на острву Виду више није било места. Временом је дошло до погрешног тумачења простора „Плаве гробнице“ па се данас тај назив користи за море около острвцета Вида, у граду Крфу.
Када су се српски војници повукли из Албаније отишли су на острво Видо. Због разних болести и глади много људи је умрло. Како на острву није било довољно места да се достојно сахране, њихова тела спуштана су у Јонско море.
Ово потресно место инспирисало је Милутина Бојића да напише своју чувену песму Плава гробница.

## Галерија
- Плава гробница, поглед са острва
- Плава гробница, поглед са брода